# André Puccinelli

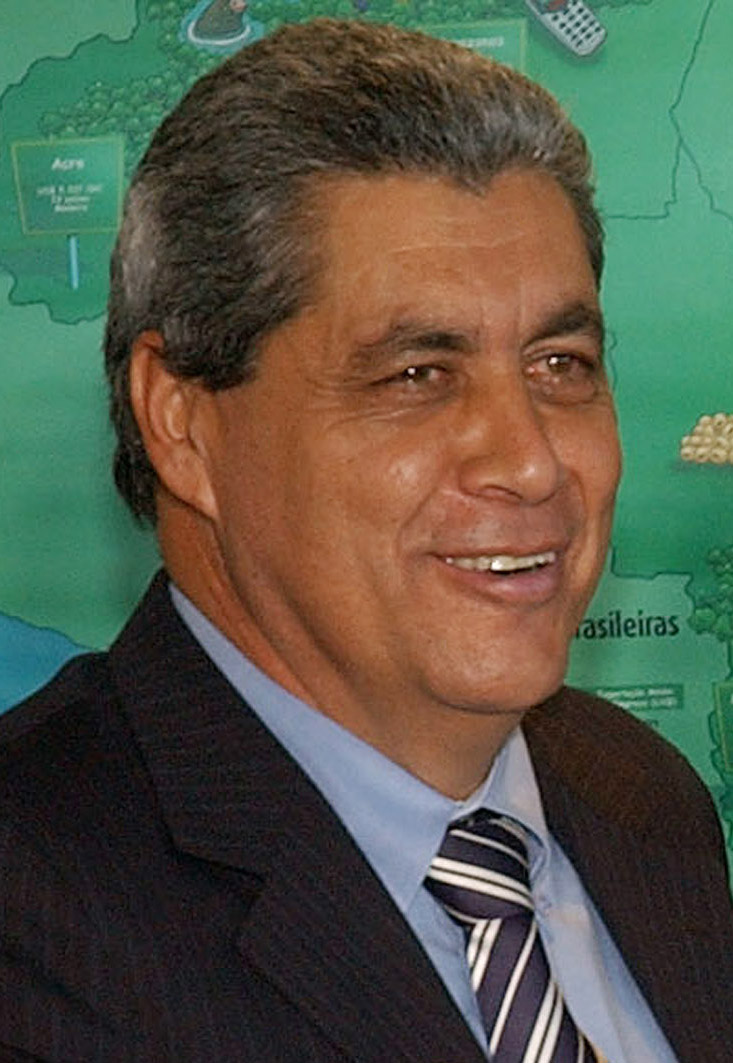
André Puccinelli.

André Puccinelli (Viareggio, 2 de julio de 1948) es un médico y político brasileño nacido en Italia afiliado al PMDB.
Ha sido alcalde de Campo Grande (Brasil) y se presentó por el PMDB a las elecciones a la gobernadoría de 2006 en Mato Grosso do Sul. Consiguió la victoria en la primera vuelta, con el 61,34% de los votos, superando a Delcídio Amaral.
| Predecesor: José Orcírio Miranda dos Santos | Gobernador del estado de Mato Grosso do Sul 2007 -... | Sucesor: Actualmente en el cargo |

- Datos: Q4760046
- Multimedia: André Puccinelli / Q4760046